# 산시 사범대학 (섬서성)
산시 사범대학(陕西师范大学)은 중화인민공화국의 산시성(陕西省) 사범대학이다. 산시 사범대학의 전신은 1944년에 설립된 산시성사범대학이다. 1949년 5월, 산시성 사범대학은 국립 시베이 대학(国立西北大学) 문리대학 교육학과와 합병하여 시베이 대학 사범학원(西北大学师范学院)으로 개편되었다. 1954년 시베이 대학 사범대학이 시안 사범대학(西安师范学院)으로 명칭이 변경되었다. 1960년, 시안 사범대학는 1956년에 설립된 산시 사범학원(陕西师范学院)와 합병하여 산시 사범대학으로 설립하였다. 1978년에는 교육부 직속으로 편입되었다.